# Пахицереус
Пахицереус (лат. Pachycereus) — род суккулентных растений семейства Кактусовые (Cactaceae), трибы Пахицереусовые (Pachycereeae), произрастающий на территории стран Центральной Америки и Мексики.

## Название
Родовое латинское название Pachycereus происходит от др.-греч. πᾰχῠ́ς, (pakhús) — «толстый» и названия рода Cereus — Цереус (от лат. cereus — «восковой» или «восковая свеча». Таким образом, родовое название Pachycereus можно перевести как «толстый цереус».

## Ботаническое описание

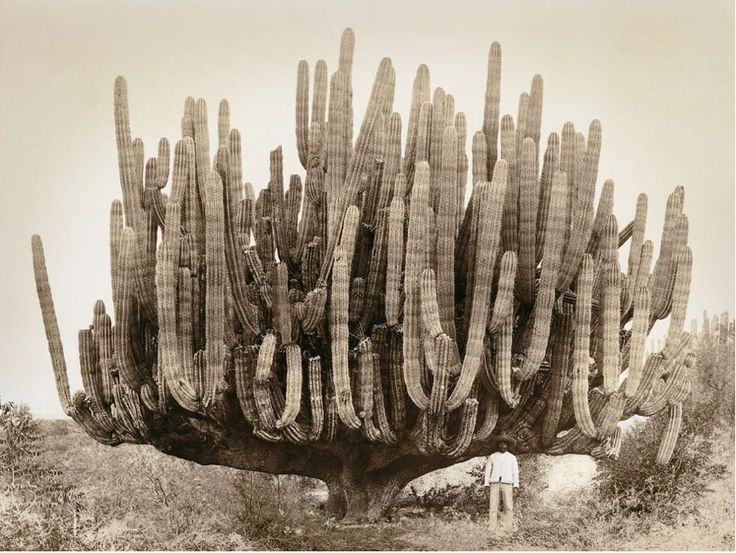

Пахицереус — род кактусов, которые характеризуются своей древовидной или кустарниковидной формой. Они растут прямостоячими и имеют ветвистую структуру, с преимущественно прикорневыми ветвями. Корни имеют раскидистую форму.
Стебли имеют разнообразный цвет от темно-зеленого до зелёного, а иногда до сине-зеленого или сизовато-серо-зеленого оттенка. Они представляют собой толстые и цилиндрические столбы, часто с несколькими сужениями между приростами. Размеры стеблей варьируются от 3 до 4,5(-7) м в высоту и от 12 до 16 см в диаметре, при этом на верхушке стебля находится репродуктивная зона. Ребра на стеблях составляют обычно от 4 до 7 и имеют практически треугольную форму в поперечном сечении, хотя они могут быть закругленными. Гребни на ребрах могут быть плоскими или немного выступающими. Ареолы, расположенные вдоль ребер, могут быть отчетливыми или сливающимися через войлочные абаксиальные бороздки. В роде существует 1 или 2 вида ареол, которые могут быть круглыми или щитовидными. Волоски на ареолах варьируются от белого до светло-серого.
На ареолах обычно располагается от 5 до 20 колючек, которые имеют оттенок от беловато-серого до серого. При старении некоторые колючки могут становиться черными. Радиальные колючки, находящиеся на ближайших к основанию стебля нецветущих частях, могут иметь игольчатую или короткую и толстую форму, обычно не превышающую 3 см в длину. Центральные колючки (в количестве от 0 до 3) на ареоле обычно направлены к основанию стебля и, в остальном, имеют более длинную форму, но похожи на радиальные колючки как по форме, так и по окраске. На ареолах, на которых располагаются цветки, радиальные и центральные колючки сложно отличить друг от друга, а щетинки на них многочисленны или почти отсутствуют. Они обладают серым оттенком, который может варьировать от янтарно-желтого до золотистого или красновато-коричневого, и имеют жилистую, длинную и тонкую структуру.
Цветки могут быть ночными или дневными, располагаются по несколько штук на ареолу или могут быть одиночными. Они имеют щетинистую структуру и варьируют по форме от цилиндрических до узко-воронковидных, узкоколокольчатых или коротко-воронковидных. Размеры цветков составляют от 3 до 4,5 см. Листочки околоцветника могут быть восходящими или прямостоячими. Внешние листочки околоцветника имеют центральную часть от розового до розового с более светлыми краями, иногда даже до желтоватого, зеленоватого или розово-бордового оттенка. Внутренние листочки околоцветника обычно беловато-розовые, но могут быть оттенка слоновой кости, желтоватые, розовые или коралловые.
Плоды являются нераскрывающимися и имеют красноватый цвет. Они имеют форму от яйцевидной до шаровидной и размеры от 20 до 75 мм в диаметре. Плоды не имеют колючек. Мякоть плодов может быть слегка кислой до сладкой и может быть бесцветной или винно-красной, иногда пурпурной или желтоватой. Семена чёрного цвета. Они блестящие и имеют размеры от 2,2 до 2,8 мм. Плоды обладают красноватым цветом и формой, которая может быть от яйцевидной до шаровидной, а их размеры варьируют от 20 до 75 мм в диаметре. Не содержа колючек. Мякоть плодов может иметь слегка кислый или сладкий вкус, а также может быть бесцветной или иметь винно-красный, пурпурный или желтоватый оттенок. Семена имеют блестящую чёрную окраску и размеры от 2,2 до 2,8 мм.
Число хромосом — 11.

## Распространение
Природный ареал — Сальвадор, Гватемала, Гондурас, Мексика, Никарагуа.

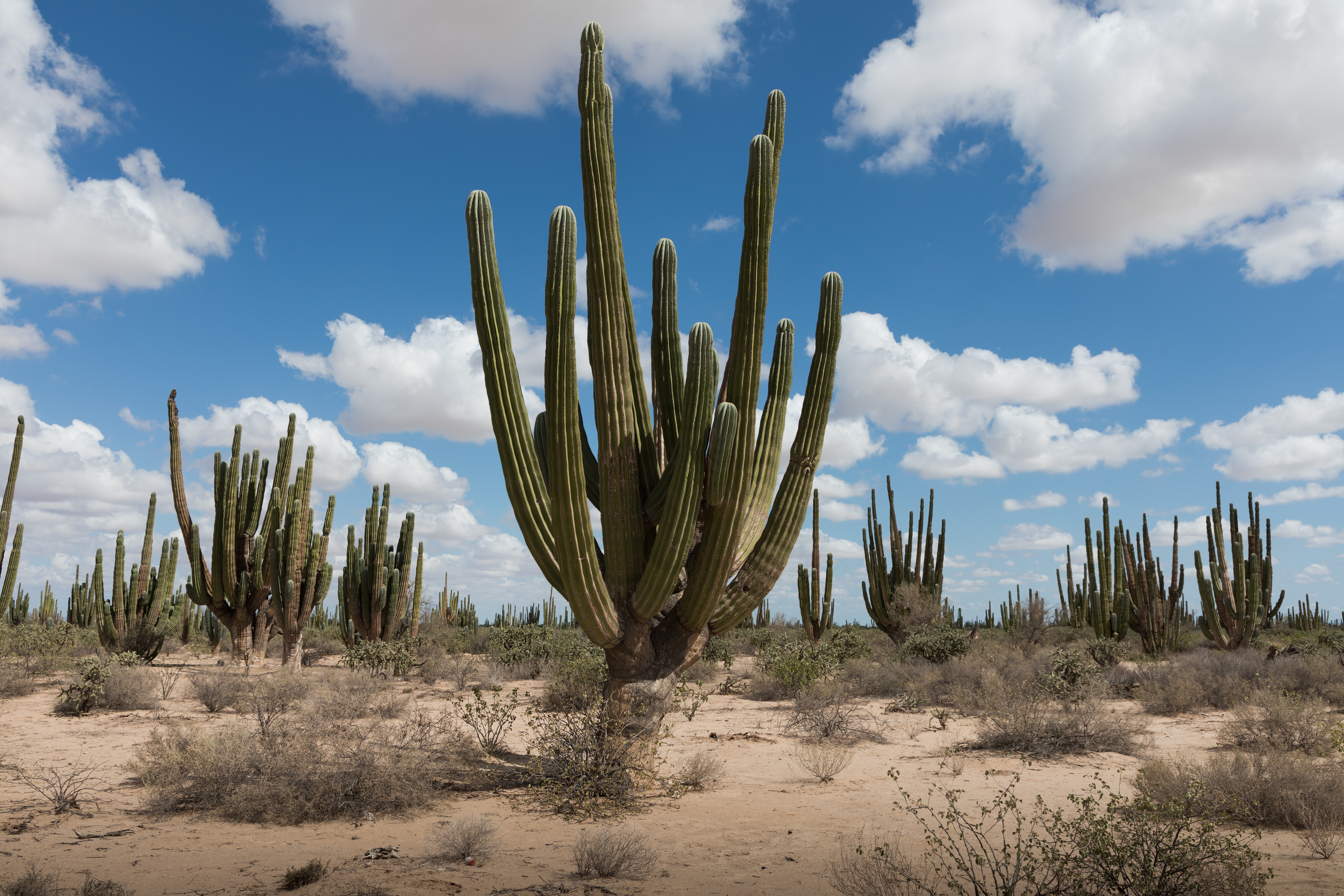
в своей естественной среде обитания

Род Пахицереус обладает обширным ареалом распространения. Он произрастает эндемично, формируя обширные колонии, которые доминируют в ландшафте среди кустарников и кустарниковых растений на прибрежных равнинах, различных типах лесов, песчаных или каменистых почвах, а также на аллювиальных участках. Распространение рода варьирует от уровня моря (например, Pachycereus pringlei) до высоты 1800 метров над уровнем моря (например, Pachycereus weberi). Часто Пахицереус встречается в симбиозе с другими кактусами и суккулентами.

## Систематика
Когда Альвин Бергер предложил включить Cereus в подрод Pachycereus, его намерением было описать линию гигантских столбчатых видов с толстыми стеблями. В дальнейшем пересмотре рода Pachycereus, проведенном Натаниэлем Бриттоном и Джозефом Роузом (1919—1923, том 2), было признано существование десяти мексиканских видов, среди которых Pachycereus pringlei был выбран в качестве типового. В последующих работах (например, Фореста Шрива и Лорена Уиггинса, 1964) только три вида оставались основой рода: Pachycereus pringlei, Pachycereus grandis и Pachycereus pecten-aboriginum. В то же время, другие виды были добавлены или удалены разными авторами.
В филогенетических исследованиях, проведенных Артуром Гибсоном и Карлом Хораком (1978), было установлено, что род Pachycereus фактически принадлежит к группе мексиканских кактусов, характеризующихся наличием сочных тканей стебля, быстро чернеющих после разрезания, и содержащих особые тетрагидроизохинолиновые алкалоиды. С использованием обобщенных данных, представленных Гибсоном и Хораком, Международная группа по систематике кактусов расширила определение рода Pachycereus, включив в него Lophocereus, Backebergia, Marginatocereus, Pterocereus, Lemaireocereus hollianus, Anisocereus lepidanthus и Mitrocereus fulviceps. Однако Carnegiea gigantea была исключена, и признано, что некоторые виды все ещё остаются малоизученными. Хотя цветки и плоды вида Lophocereus не имеют волосков, побеги этого рода имеют схожую химическую, морфологическую и анатомическую структуру с Pachycereus marginatus (DC.) Britton & Rose и Backebergia militaris (Audot) Bravo ex Sánchez-Mej.. Дополнительный анализ последовательности ДНК хлоропластов также подтвердил тесную связь между Lophocereus schottii и Pachycereus marginatus.
В более поздних исследованиях, проведенных Эдвардом Андерсоном (2001), было определено, что род Pachycereus включает несколько видов, для которых имеющиеся доказательства их включения либо отсутствуют, либо противоречивы. В настоящее время принято консервативное определение Pachycereus, включающее 8 видов (по данным Plants of the World Online на 2023 год – 6 видов; по данным WFO Plantlist на 2023 год – 5 видов), и оставляющее возможность принять решение о других видах только после проведения строгих анализов ДНК всех подозрительных таксонов, включая несколько видов Lemaireocereus.

## Таксономия
Pachycereus (A.Berger) Britton & Rose, первое упоминание в Contr. U.S. Natl. Herb. 12: 420 (1909).

### Синонимы
Гетеротипные (основанные на разных номенклатурных типах):
- Anisocereus Backeb. (1938)
- Tribularia M.Ocampo (1844)

### Виды
Подтвержденные виды по данным сайта Plants of the World Online на 2023 год:
- Pachycereus eichlamii (Britton & Rose) D.R.Hunt
- Pachycereus grandis Rose
- Pachycereus pecten-aboriginum (Engelm. ex S.Watson) Britton & Rose
- Pachycereus pringlei (S.Watson) Britton & Rose
- Pachycereus tepamo Gama & S.Arias
- Pachycereus weberi (J.M.Coult.) Backeb.

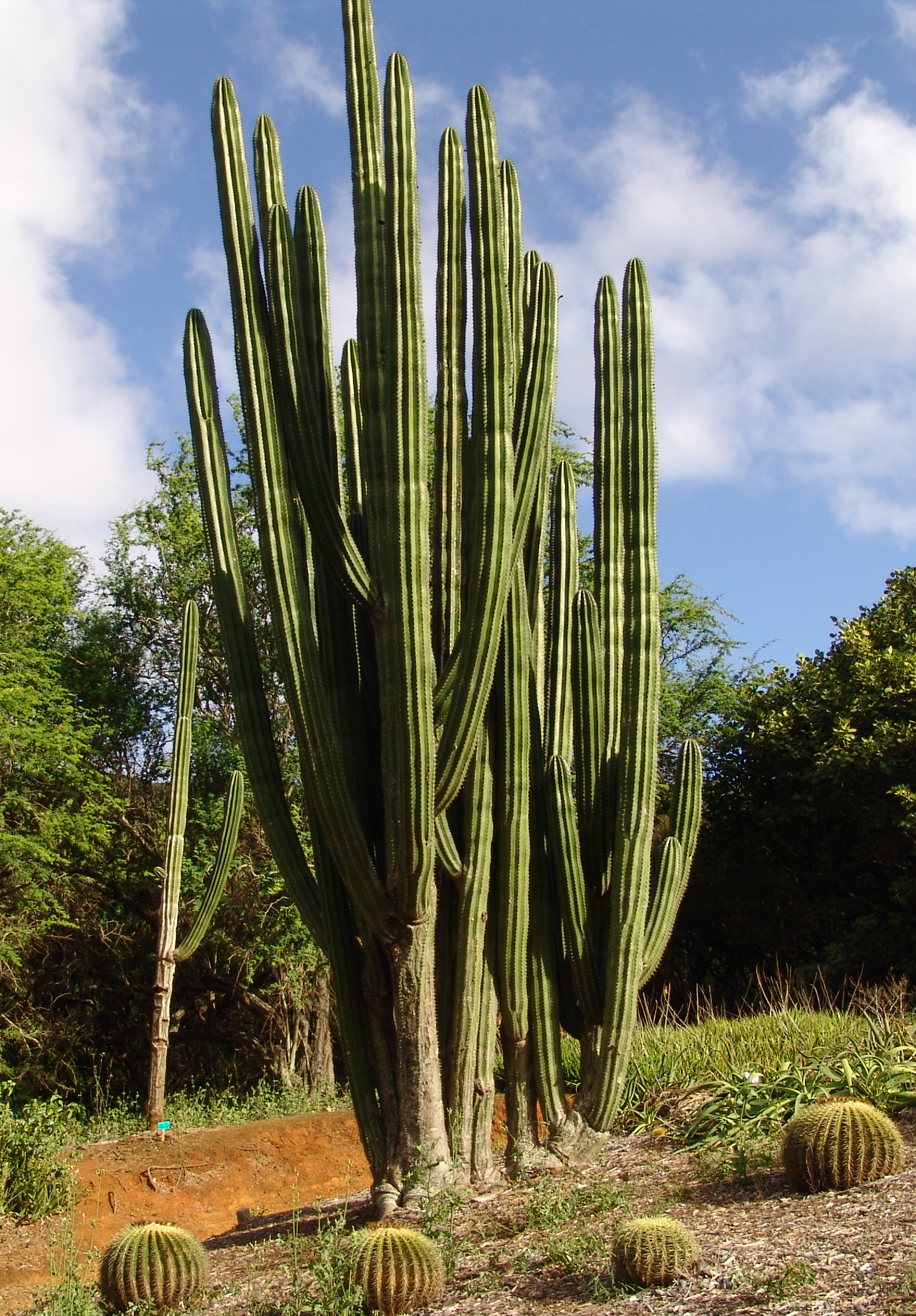
Pachycereus pecten-aboriginum
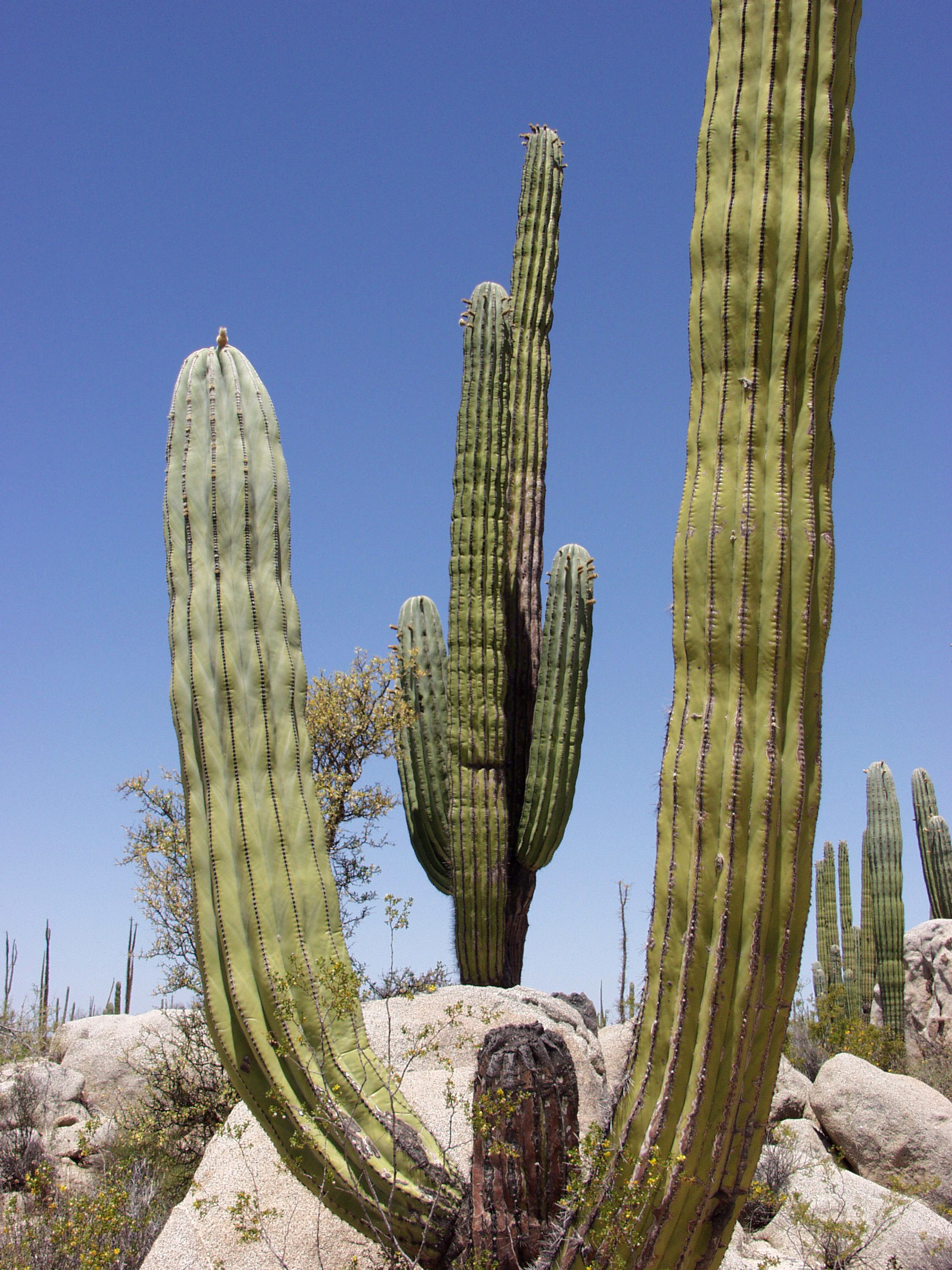
Pachycereus pringlei
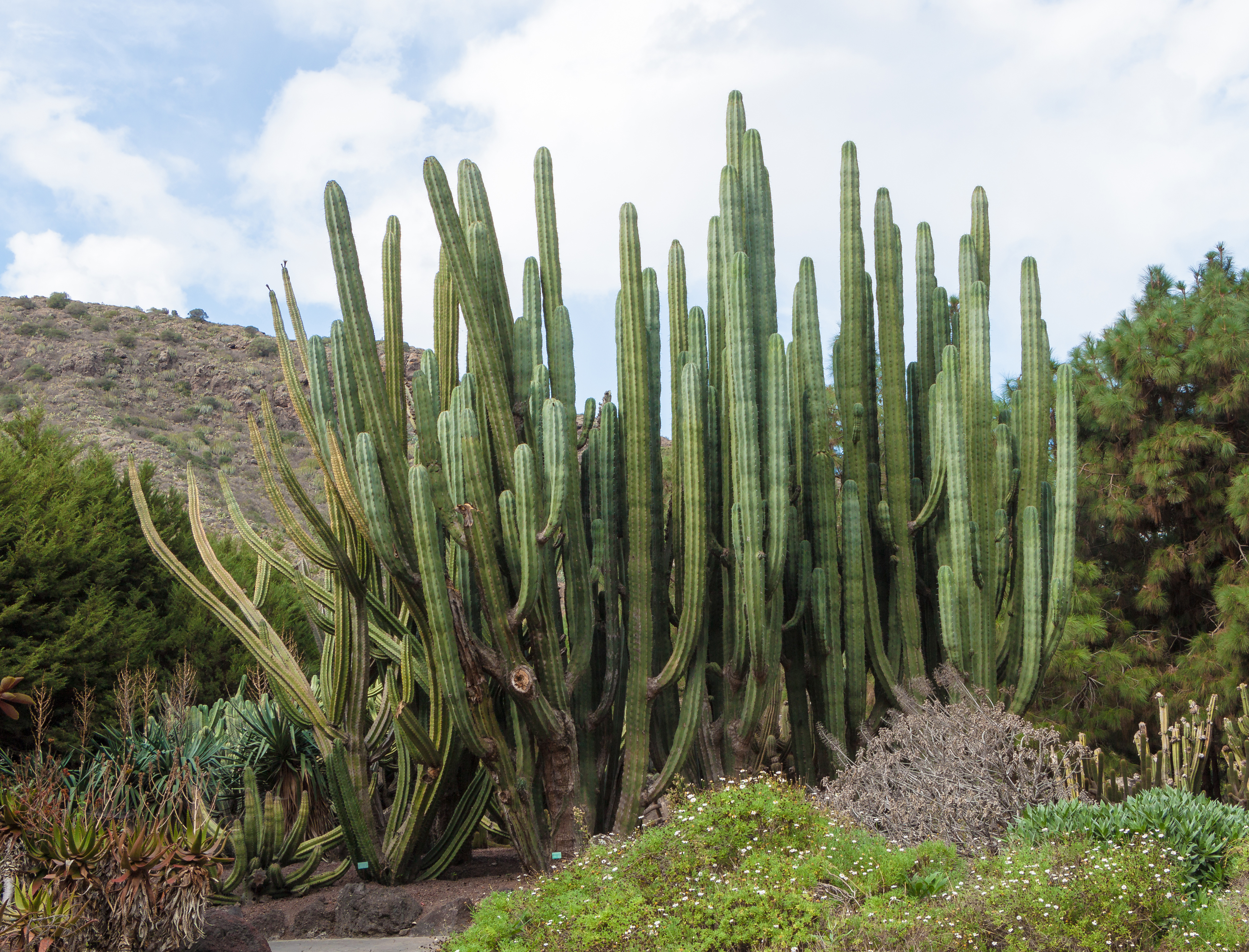
Pachycereus weberi